# Nynäshamn (stad)
Nynäshamn is de hoofdstad van de gemeente Nynäshamn in het landschap Södermanland en de provincie Stockholms län in Zweden. De plaats heeft 13.079 inwoners (2005) en een oppervlakte van 652 hectare.

## Verkeer en vervoer
Bij de plaats loopt de Riksväg 73.
De plaats heeft een station aan de spoorlijn Älvsjö - Nynäshamn.
Nynäshamn is een belangrijke havenplaats met onder meer veerdiensten naar Gotland en naar Gdańsk in Polen.

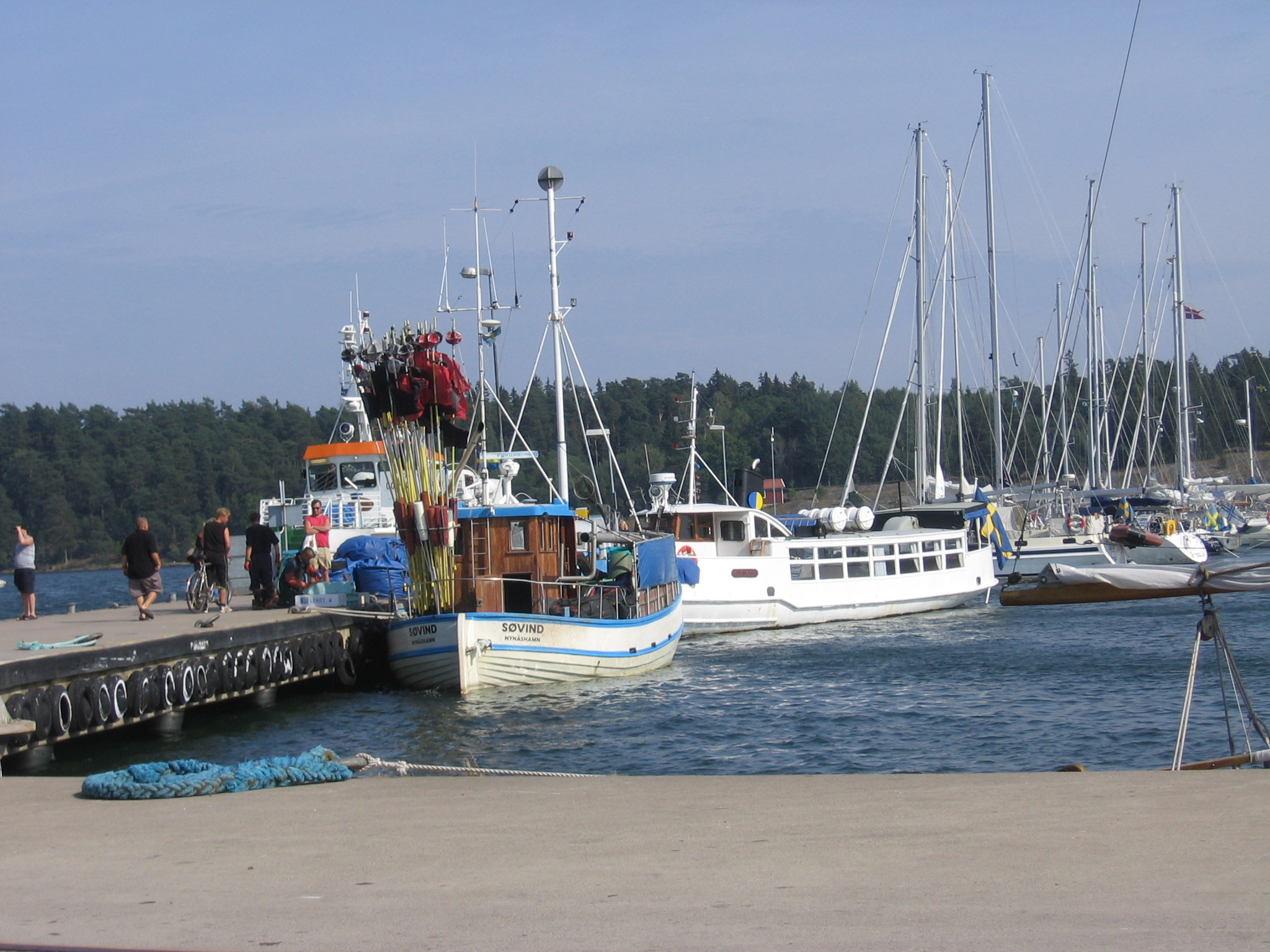
Haven van Nynäshamn

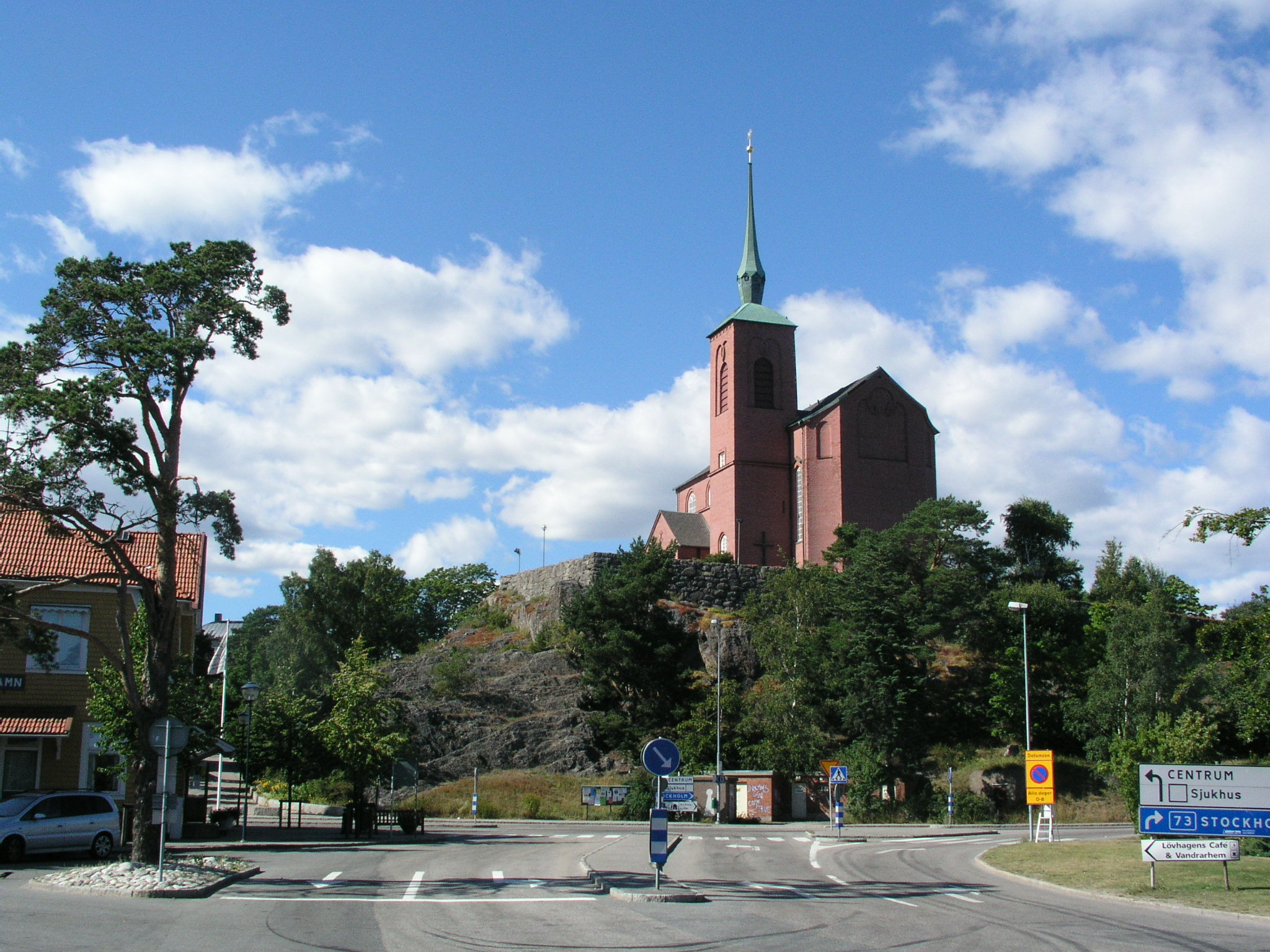
De kerk van Nynäshamn gezien vanaf de haven